# Le Voyage d'Inuk
Pour les articles homonymes, voir Inuk.
Pour plus de détails, voir Fiche technique et Distribution.
Le Voyage d'Inuk (On Thin Ice) est un film franco-groëlandais d'aventures réalisé par Mike Magidson (dont Il s'agit du premier long-métrage), sorti aux États-Unis en 2010.

## Synopsis
À Nuuk, la capitale du Groenland, Inuk, un jeune adolescent se morfond dans la cité HLM dans lequel il vit avec sa mère et son beau-père. Livré à lui-même, il est finalement dans un foyer par les services sociaux.

## Fiche technique
- Titre : Le Voyage d'Inuk
- Réalisation : Mike Magidson
- Scénario : Mike Magidson et Jean-Michel Huctin
- Musique : Stéphane Lopez
- Production : C'est la vie films et Docside
  - Producteur exécutif : Mike Magidson
- Montage : Cécile Coolen
- Son : Franck Flies
- Photographie : Franck Rabel
- Pays d'origine :  France,  Groenland
- Langue : groenlandais et danois
- Genre : aventures
- Date de sortie : 
  - États-Unis : 2 octobre 2010 (Festival du film de Woodstock)

## Distribution
- Ole Jørgen Hammeken : Ikuma
- Gaba Petersen : Inuk
- Rebekka Jørgensen : Aviaaja
- Sara Lyberth : Naja
- Inunnguaq Jeremiassen : Minik
- Elisabeth Skade : mère d'Inuk

## Autour du film
- Le tournage a officiellement débuté en avril 2008. Il a eu lieu à Nuuk et Uummannaq.
- La première diffusion du teaser a eu lieu au salon du cinéma de Paris 2009.
- Le film fut projeté en ouverture lors de l'édition 2016 du Festival international du film insulaire de Groix. Les artistes, qui ont réalisé la bande originale du film, venus de la maison des enfants d'Uummannaq, donnèrent un concert à Groix à cette occasion[1]